# 13350 Gmelin
13350 Gmelin eller 1998 ST144 är en asteroid i huvudbältet som upptäcktes den 20 september 1998 av den belgiske astronomen Eric W. Elst vid La Silla-observatoriet. Den är uppkallad efter Johann Georg Gmelin den yngre.